# Gian Antonio Maggi
Gian Antonio Maggi (Milano, 19 febbraio 1856 – Milano, 12 luglio 1937) è stato un matematico e fisico italiano.

## Biografia e carriera
Laureatosi in Fisica all'Università degli Studi di Pavia nel 1877, l'anno seguente consegue la laurea pure in Matematica. Nel 1881, passa un anno di perfezionamento in Germania, con Gustav Kirchhoff.
Ritornato in Italia, è assistente di Fisica sperimentale a Pavia, dopodiché consegue la libera docenza in Fisica matematica. Al suo insegnamento, si formano, tra gli altri, Carlo Somigliana, Giacinto Morera, Giulio Vivanti.
Nel 1885, è straordinario di Analisi algebrica all'Università degli Studi di Modena, per poi passare, l'anno successivo, come ordinario della stessa disciplina, a quella di Messina, ove rimane fino al 1895. Nel 1897, passa, come ordinario, alla cattedra di Meccanica razionale all'Università di Pisa, ove rimane fino al 1924, quando ritorna nella sua città natale, come ordinario della stessa disciplina all'Università degli Studi di Milano. Così come a Messina e Pisa, a Milano tiene, al contempo, anche l'insegnamento di Fisica matematica.
Nel 1931, viene collocato fuori ruolo, quindi nominato emerito dell'Università di Milano. Tuttavia, continua ancora nella sua attività di ricerca e di studio, la quale fu prevalentemente rivolta alla fisica matematica, alla meccanica superiore ed all'analisi matematica, e sempre condotta, laddove possibile, con una metodologia che mai trascurava i relativi aspetti storici della problematica di volta in volta considerata.
I suoi lavori più importanti, infatti, riguardano da un lato la meccanica fisica, la meccanica analitica dei sistemi materiali in particolare, con la scoperta, tra l'altro, di prime forme delle equazioni di moto per sistemi anolonomi, oggi dette equazioni di Maggi, desunte alcuni anni prima dei lavori di Paul Appell su tali sistemi meccanici, mentre dall'altro lato, si hanno notevoli studi sulla teoria dell'elettromagnetismo, sull'ottica e sulla propagazione ondosa. Altri suoi importanti contributi concernono la teoria dell'elasticità e la teoria del potenziale.
Maggi fu pure un valido docente, scrupoloso nella sua attività di scienziato e di ricercatore così come fu premuroso nel prodigarsi a fornire solidi punti di riferimento didattico con la redazione di originali monografie e trattati basati sulle note di lezione dei suoi insegnamenti. Così, egli risistemò e riorganizzò la didattica della fisica matematica, con la stesura di un'ampia, nuova trattatistica sopra cui si formeranno generazioni di studiosi e ricercatori della disciplina.

## Alcune opere
- Dinamica dei sistemi; lezioni sul calcolo del movimento dei corpi naturali (Pisa: E. Spoerri, 1921)
- Dinamica fisica. Lezioni sulle leggi generali del movimento dei corpi naturali (Pisa: E. Spoerri, 1921)

## Fonti biografiche
- Gian Antonio Maggi in Enciclopedia Treccani online.
- Gian Antonio Maggi in Edizione Nazionale Mathematica Italiana online.